# Hoplia griseosparsa
Hoplia griseosparsa är en skalbaggsart som beskrevs av Moser 1921. Hoplia griseosparsa ingår i släktet Hoplia och familjen Melolonthidae. Inga underarter finns listade i Catalogue of Life.